# دالسئو
دالسئو (به لاتین: Dalseo District) یک منطقهٔ مسکونی در کره جنوبی است که در دئگو واقع شده‌است. دالسئو ۶۲٫۲۷ کیلومتر مربع مساحت و ۶۱۰٬۰۰۰ نفر جمعیت دارد.